# Phorocardius
Phorocardius (лат.) — род жуков-щелкунов из подсемейства Cardiophorinae (Elateridae).

## Распространение
Восточная, Южная и Юго-Восточная Азия: Китай, Вьетнам, Индия, Камбоджа, Лаос, Мьянма, Непал, Таиланд, Шри-Ланка.

## Описание
Тело жуков плоское, широкое, матовое. Основная окраска тела чёрная, буроватая, желтовато-коричневая, иногда с пятнами и полосами на пронотуме и надкрыльях. Голова гипогнатная.
Переднеспинка с боковым килем, не доходящим до переднего края, скрытым при виде сверху выступающим краем дорсальной части переднеспинки (= субмаргинальная линия); прококсальные полости открытые. 4-й членик лапок без вентральной лопасти или подушечки, выходящих за основание 5-го членика; коготки лапок со второй вершиной у вершины с каждой стороны (фактически оба коготка двузубые). Также на заднем крыле нет выемки в анальной области; проксимальные (самые большие) склериты копулятивной сумки яйцевидной формы.
Представители фауны Китая имеют следующие размеры: длина тела от 5 до 14 мм, ширина от 1,6 до 4,5 мм..

## Классификация
Около 20 видов. Ранее Phorocardius включал подрод Diocarphus  Fleutiaux, 1947, который в 2017 году был выделен в отдельный род. Часть видов включена в состав рода Phorocardius путём переноса из рода из Cardiophorus.
- Phorocardius alterlineatus Ruan & Douglas, 2020
- Phorocardius astutus Candèze, 1888
- Phorocardius bifidus (Fleutiaux, 1918)
- Phorocardius bombycinus (Candèze, 1895)
- Phorocardius comptus (Candèze, 1860)
- Phorocardius contemptus  (Candèze, 1860)
- Phorocardius erythronotus (Candèze, 1860)
- Phorocardius flavistriolatus Ruan & Douglas, 2020
- Phorocardius florentini (Fleutiaux, 1894)
- Phorocardius magnus Fleutiaux, 1931
- Phorocardius maldivianus Platia, 2015
- Phorocardius manuleatus Candèze, 1888
- Phorocardius melanopterus Candèze, 1878
- Phorocardius minutus Ruan & Douglas, 2020
- Phorocardius moorii (Candèze, 1860)
- Phorocardius rufiposterus Ruan & Douglas, 2020
- Phorocardius sobrinus (Laporte, 1840)
- Phorocardius solitarius Fleutiaux, 1931
- Phorocardius systens (Candèze, 1860)
- Phorocardius unguicularis (Fleutiaux, 1918)
- Phorocardius vicinus (Kollar, 1848)
- Phorocardius yanagiharae Miwa, 1927
- Phorocardius yunnanensis Ruan & Douglas, 2020
- Phorocardius zhiweii Ruan, Douglas & Qiu, 2020

Некоторые виды в 2020 году были перенесены из Phorocardius в Displatynychus: Displatynychus bombycinus (Candèze, 1895), Displatynychus pakistanicus (Platia & Ahmed, 2016), Displatynychus sobrinus (Laporte, 1840), Displatynychus tibialis (Platia & Ahmed, 2016).